# 김예지 (배드민턴 선수)
김예지(1994년 9월 9일~)는 대한민국의 배드민턴 선수이다.